# Schinznach
Schinznach é uma comuna da Suíça, situada no distrito de Brugg, no cantão de Argóvia. Tem 12,29 km² de área e sua população em 2018 foi estimada em 2.255 habitantes.